# Arbeitskampf
Arbeitskampf ist ein Sammelbegriff aus dem kollektiven Arbeitsrecht und bezeichnet die Ausübung kollektiven Drucks durch Streiks, Aussperrungen von Arbeitnehmer- oder Arbeitgeberseite oder Boykotte zur Regelung von Interessenkonflikten bei der Aushandlung von Löhnen und anderen Arbeitsbedingungen. Arbeitskampf ist nach Nipperdey „die von den Parteien des Arbeitslebens vorgenommene Störung des Arbeitsfriedens, um durch Druck ein bestimmtes Ziel oder Fernziel zu erreichen.“

## Geschichte
Der erste dokumentarisch belegte Arbeitskampf in der Geschichte ereignete sich bereits vor über 3000 Jahren in den Totenstädten der Pharaonen als der Lohn nicht gezahlt wurde. Michael Kittner wird dazu wie folgt zitiert:
Ihre Aktion hatte ganz und gar nichts mit ungeordneter Rebellion zu tun. Das hing offenkundig mit dem Bewusstsein zusammen, sich mit den Forderungen nach Lohn in einem Rahmen fundamentaler Legitimität zu bewegen.
In den Zeiten der Zunftwirtschaft waren die Arbeitsverhältnisse durch Zunftordnungen geregelt. Im Spätmittelalter verbanden sich Gesellen und Knechte zu Gesellenschaften zusammen, um ihre Rechte geltend zu machen. Aus dieser Zeit ist der Beschluss der Breslauer Gürtler aus dem Jahr 1329 bekannt, die für ein Jahr bei keinem Breslauer Gürtlermeister Dienste erbringen wollten. Die Meister wiederum beschlossen, keinen der an dieser Diensteverweigerung Beteiligten wieder in ihre Dienste zu nehmen.
Der schon zu seiner Zeit Aufsehen erregende Schlesische Weberaufstand von 1844 reiht sich in die sozialen Kämpfe seiner Zeit genauso ein wie die Maschinenstürmer mit ihrer speziellen Ausprägung des Luddismus in England.
In der Folge wurde in Preußen durch die Allgemeine Gewerbeordnung von 1845 in § 182 "die Einstellung der Arbeit oder die Verhinderung derselben" unter Strafe bis zu einem Jahr gestellt. 1869 wurden durch § 152 der Gewerbeordnung des Norddeutschen Bundes alle Strafbestimmungen aufgehoben, die "Vereinigungen zum Behufe der Erlangung günstiger Lohn und Arbeitsbedingungen, insbesondere mittels Einstellung der Arbeit oder Entlassung der Arbeiter" verboten.
Der 1. Mai 1886 begann in Chicago, Illinois, mit einer Versammlung, auf der der Journalist August Spies von der Chicagoer Arbeiter-Zeitung eine Rede hielt, ein von den Gewerkschaften organisierter Streik, der auf die Reduzierung der täglichen Arbeitszeit von zwölf auf acht Stunden zielte. Im Verlauf der mehrtägigen Auseinandersetzungen kommt es zum Haymarket Riot, bei dem mehrere Menschen sterben. Dieses Ereignis wird zum Bezugsdatum für den Tag der Arbeit.

## Formen des Arbeitskampfes
Der Streik ist die wichtigste Form des Arbeitskampfes der Arbeitnehmer. Daneben hat Hans Matthöfer eine breite Skala von streikähnlichen Formen des verdeckten und offenen Arbeitskampfes beschrieben: u. a. Leistungszurückhaltung („Bremsen“), Bummelstreik, stiller Boykott, Käuferstreik, spontane Arbeitsniederlegung, Sitzstreik.

## Erfolgsbedingungen
Gewerkschaften bestreiken in der Regel solche Betriebe, deren Beschäftigte in hohem Maße gewerkschaftlich organisiert sind, um zu verhindern, dass eine größere Zahl von Unorganisierten als Streikbrecher auftreten und die Produktion aufrechterhalten.
Während eines Streiks muss der Arbeitgeber nach dem Grundsatz „ohne Arbeit kein Lohn“ keinen Lohn zahlen. Die Gewerkschaft zahlt ihren Mitgliedern daher Unterstützungsleistungen aus der Streikkasse. Der Staat hat im Arbeitskampf seine Neutralität zu wahren (siehe Tarifautonomie), er darf folglich an Streikende und Ausgesperrte kein Arbeitslosengeld zahlen, auch wenn diese keine Unterstützung durch die Gewerkschaft beziehen. Der Arbeitsvertrag wird für die Zeit des Arbeitskampfes nicht aufgehoben, sondern lediglich suspendiert, das heißt, es besteht für beide Parteien keine Leistungspflicht.
Die Entscheidung eines Unternehmens, sich an einer Aussperrung seines Arbeitgeberverbandes zu beteiligen, hängt von seiner Verbandsloyalität ab, die dort ihre Grenze finden wird, wo die wirtschaftliche Existenz auf dem Spiel steht.
Für die Gewerkschaft hängen die Erfolgsaussichten eines Arbeitskampfes wesentlich von der Auftragslage der Unternehmen, der Arbeitsmarktlage und der Kompromissbereitschaft auf der Arbeitgeberseite ab. Bei starker Produktionsauslastung und stabiler Nachfrage scheuen Unternehmen insbesondere längere Arbeitskämpfe. Je knapper qualifizierte Arbeit ist, desto besser stehen die Chancen für die Arbeitnehmerseite und umgekehrt.

## Arbeitskampfrecht
Die Zulässigkeit des Arbeitskampfs regelt das Arbeitskampfrecht und ist national geregelt.

## Erweiterter Arbeitskampf
Weitere Möglichkeiten des Arbeitskampfs auf Seiten der Arbeitnehmer sind die Blockade nichtbestreikter Betriebe, Demonstrationen und der Aufruf an die Kunden des Betriebs, diesen zu boykottieren. Ist ein Streik nicht möglich oder strategisch inopportun, können Arbeitnehmer auch Dienst nach Vorschrift, den sog. „Bummelstreik“ ableisten.
Auch Arbeitgeber haben erweiterte Kampfmittel zur Verfügung. Sie können einem Streik mit der Aussperrung begegnen, die nach deutschem Arbeitsrecht – wie der Streik – unter dem Prinzip der Verhältnismäßigkeit steht, das heißt, ein begrenzter Streik darf nicht mit einer Totalaussperrung beantwortet werden.
Als weiteres Kampfmittel verfügen Arbeitgeber über die Möglichkeit der sog. „kalten Aussperrung“. Sie können in der Konsequenz eines Streiks, der sie nicht unmittelbar betrifft, Arbeitnehmer mit der Begründung zeitweilig entlassen, dass ausbleibende Zulieferungen aus bestreikten Unternehmen die Produktion in ihren Betrieben stilllegen. Derart „kalt Ausgesperrte“ haben unter bestimmten Voraussetzungen einen Anspruch auf Kurzarbeitergeld.